# Vitbandad klotspindel
Vitbandad klotspindel (Neottiura bimaculata) är en spindelart som först beskrevs av Carl von Linné 1767.  Vitbandad klotspindel ingår i släktet Neottiura och familjen klotspindlar. Arten är reproducerande i Sverige. Utöver nominatformen finns också underarten N. b. pellucida.

## Bildgalleri

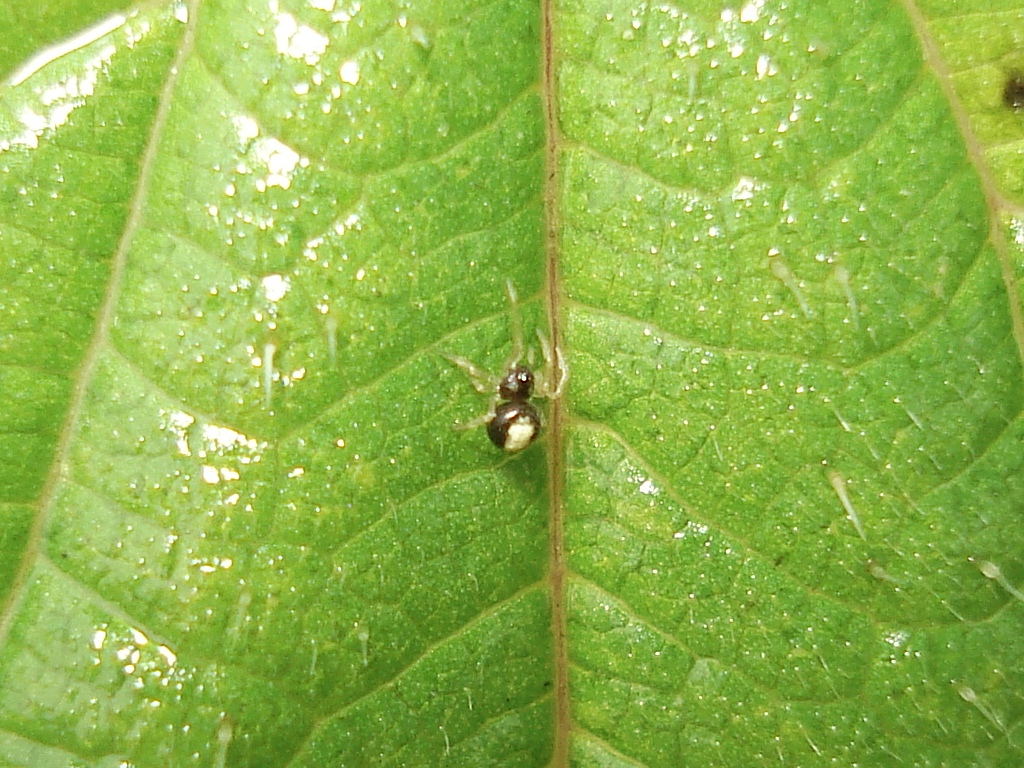
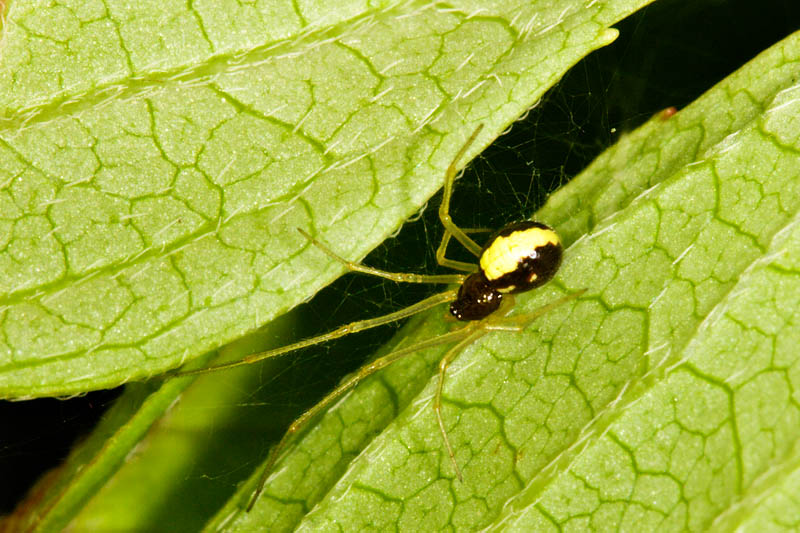